# Bujnów
Bujnów – wieś w Polsce, położona w województwie łódzkim, w powiecie sieradzkim, w gminie Złoczew.
| SIMC    | Nazwa          | Rodzaj                |
| ------- | -------------- | --------------------- |
| 0722319 | Górki          | część wsi             |
| 1067549 | Kolonia Bujnów | część wsi, do 2024 r. |

W latach 1975–1998 miejscowość administracyjnie należała do województwa sieradzkiego.
Przez miejscowość przebiega droga wojewódzka nr 482.